# Mahart Újpesti Hajójavító
A Mahart Újpesti Hajójavító egy budapesti nagyvállalat a Népszigeten, amely magyar hajók javítását és építését végezte. Nem összekeverendő a szintén a Népszigeten álló Magyar Hajó- és Darugyár Népszigeti gyáregységével.

## Címe
- 1044 Budapest, Zsilip u. 9.

## Története
Budapesti hajójavító műhely építésének gondolta már az első világháború előtt felmerült. Tényleges létrejöttét a világháború után idegen megszállás alá került Orsovai és Komáromi Hajójavító Műhelyek kérdése indokolta. A Népszigeten végül 1918 januárjától épült fel Roessler Ernő mérnök tervei alapján az új Hajójavító az Újpesti vasúti híd, az Újpesti téli kikötő és a mai Zsilip utca által határolt telken, a sziget keleti oldalán. Két év alatt, 1920-ra készült el teljesen, és kezdetben 160 ember számára biztosított munkalehetőséget.
Az 1920-as évek elején már terjeszkedett az üzem, és megszerezte a szomszédos Atlantica vállalat és a folyamőrség népszigeti ingatlanjainak egy részét is. Az első itt elkészült hajó a még a komáromi műhelyben elkezdett László gőzös volt (1920). A második hajó az átépített Tahi. Az első, újonnan itt elkészült hajó a Szent Gellért lett (1928).
Az üzem 1921-1922-ben a 250-280 fős munkatársi gárda részére lakótelepet épített. A létesítményt érintő, 1920-as évek második felében történő gazdasági nehézségeket 1932-ben államsegéllyel próbálták csökkenteni. 1935/1936-ban a gyár részvényeit eladták, és azok közel 97%-a kincstári és MÁV tulajdonba került.
Az új tulajdonosi háttér alatt ismét fejlődni kezdett az üzem és 1936-tól 1940-ig áruszállító motoros hajók (Buda, Etele, Hunor, Magyar), oldalkerekes motoros hajók (Baross, Széchenyi), vontató motoros hajók (Maros, Szamos), vontató csavargőzös (Vásárhelyi Pál), oldalkerekes utasszállító (Verecke) épült. 6 utasszállító hajót vásárolt az üzem, és a Hortobágyot pedig személyszállító hajóvá építették át szintén ebben az időben.
A második világháború idején, 1940-től a műhely hadiüzemként működött, parancsnoka Tölgyessy Elemér lett. 1944. szeptember 5-én, 18-án, és 20-án bombatámadásokban súlyosan megsérült a létesítmény és a mellette kikötött hajók is. Az üzemet ekkor bezárták, a berendezéseket Komáromba, majd Németországba vitték.
A világháború végén, 1945 februárjában indult újra a munka a vállalat területén, a külföldre vitt berendezéseket pedig 1947-ig fokozatosan szállították vissza az üzembe. Az üzem fellendült, 1947-től 1957-ig újabb műhelyek épültek, az 1950-es évek elején pedig magyarországi hajójavítások 85%-át itt végezték. 1958-1960-ban 127 méter hosszú új csarnok épült 10 tonnás villamos daruval benne. Nem sokkal később egy új emeletes épület is kivitelezésre került (szerszámműhely, tárgyaló, irodák, orvosi rendelő, műszaki könyvtár funkciókkal), majd anyagvizsgálatok és technológiai kísérletek számára laboratórium épült. Az 1950-es-1960-as években itt készítették a Kossuth, Sopron, Maros, Sajó, Rábca, Ipoly, Bodrog, Hernád, Zagyva, Táncsics, Rákóczi, Hunyadi-; illetve újították fel többek között a Deák Ferencz, Dunaföldvár, Érsekcsanád, Tolna, Vásárhelyi Pál hajókat. A fentiek mellett épültek 100 tonnás önjáró uszályok, és toló-vontatóhajók (Kőszeg), toló-önjárók (DET-1), katamaránok (Siófok) is.
A vállalat üdülőt működtetett dolgozói részére Siófokon, Leányfalun, Balatonalmádiban, Csisztapusztán, és Tápén, és 120 lakásos munkásházat épített az újpesti Árpád úton, a Népszigeten kultúrtermet.
Érdekesség, hogy a népszigeti üzem vasúti kapcsolattal is rendelkezett: azonban az iparvágány nem az Újpesti hídra csatlakozott, hanem a félsziget északi részén, a Zsilip utcába kanyarodva érte el a külső Váci úti iparvágányhálózatot. (Ez utóbbi az Angyalföld vasútállomásnál kapcsolódott a MÁV esztergomi vonalához.) A szigeti vontatóvágány 1959-ben épült ki és 1982-ben bontották el. 1960 körül évi 60-100 vasúti kocsinyi forgalmat bonyolított le az üzem.
Az Újpesti Hajójavítónak a szocializmus idején Csepelen, Dunaharasztiban, és Szegeden fiók-üzemei működtek.
A rendszerváltás után az üzem lehanyatlott, a hajógyártás megszűnt, a felújítási munkálatok is visszaszorultak. Mindamellett – más magyarországi nagyüzemektől eltérően – a létesítményt nem bontották, az még napjainkban is (2024) áll.

## Képtár

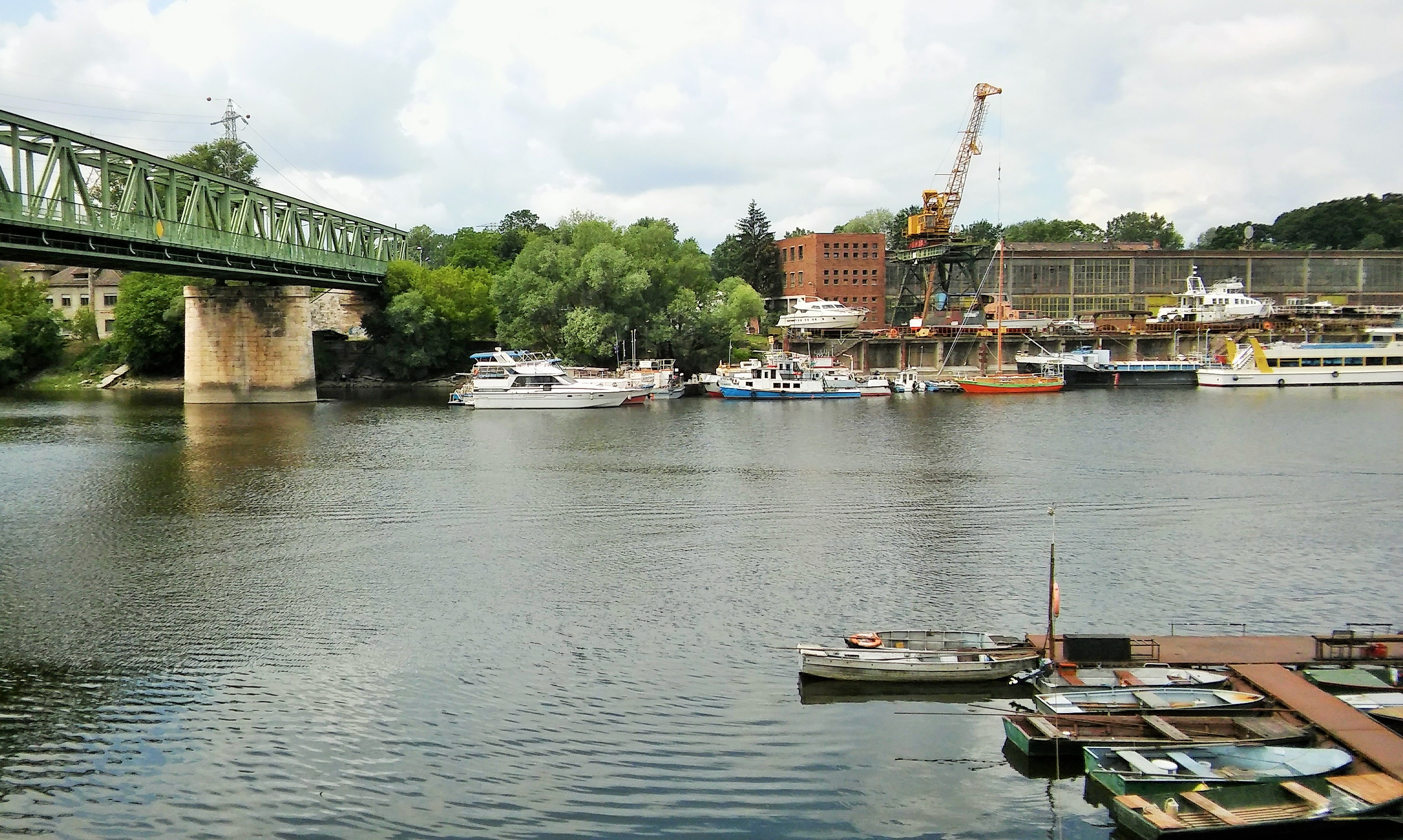
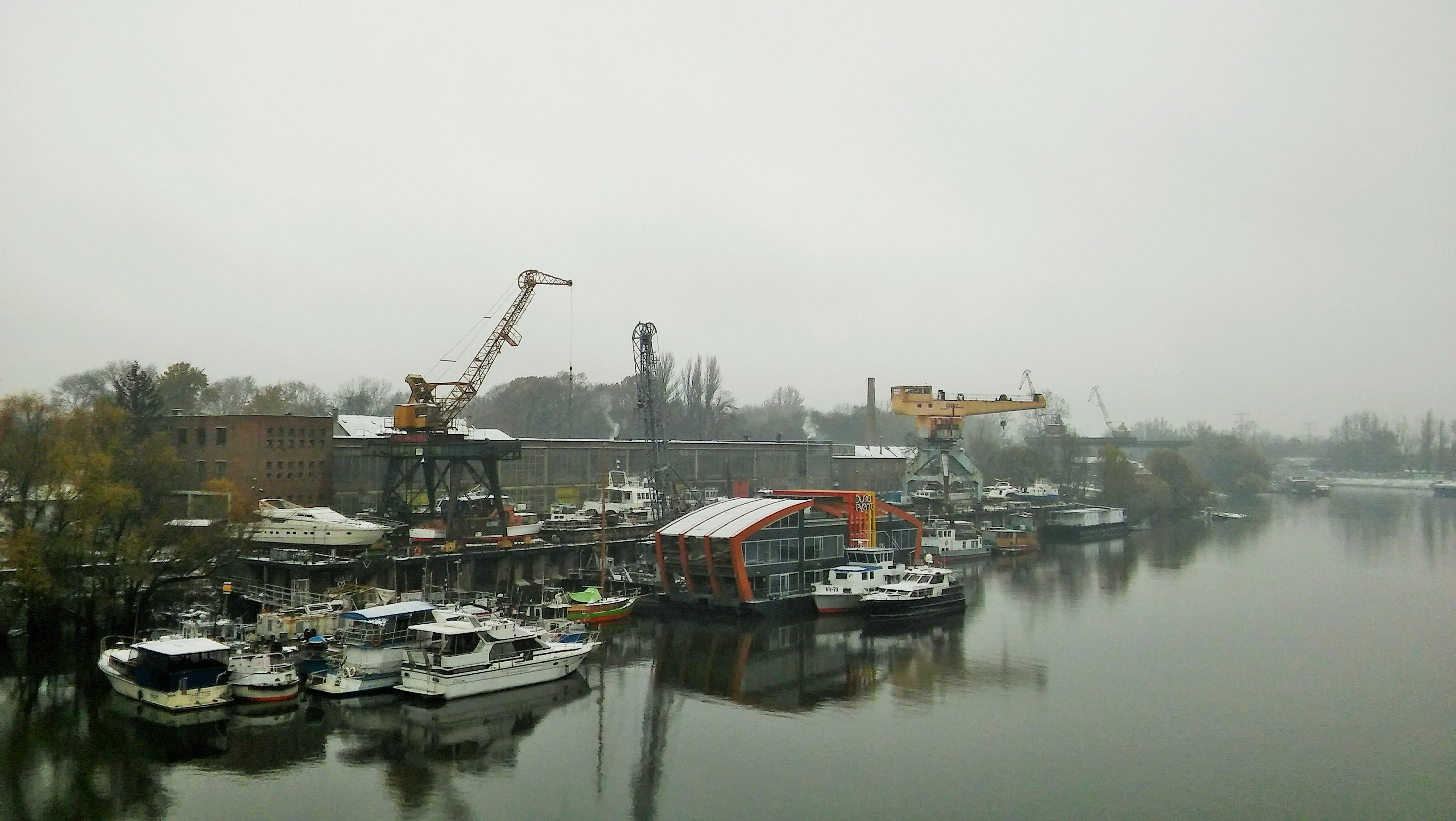
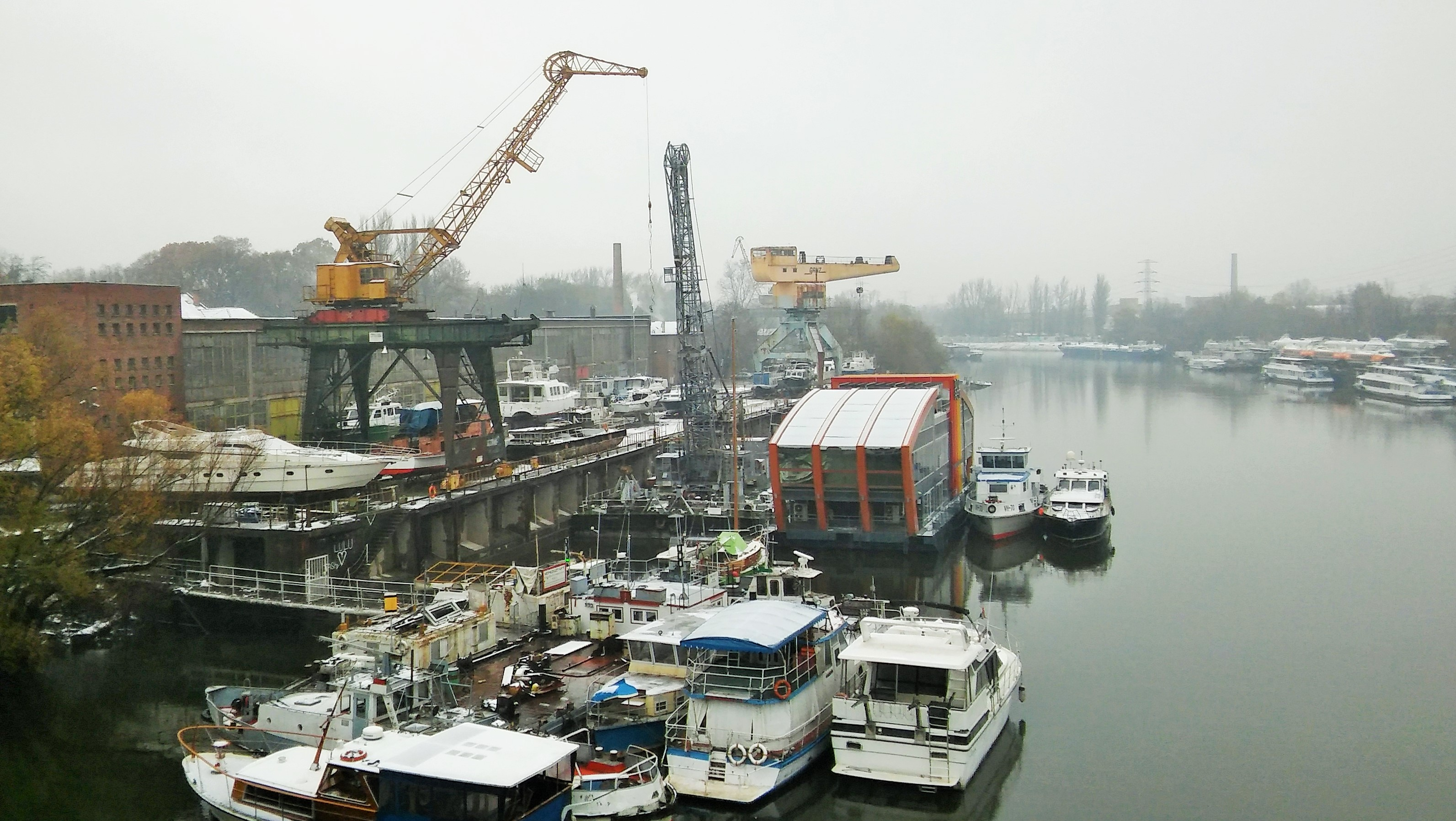
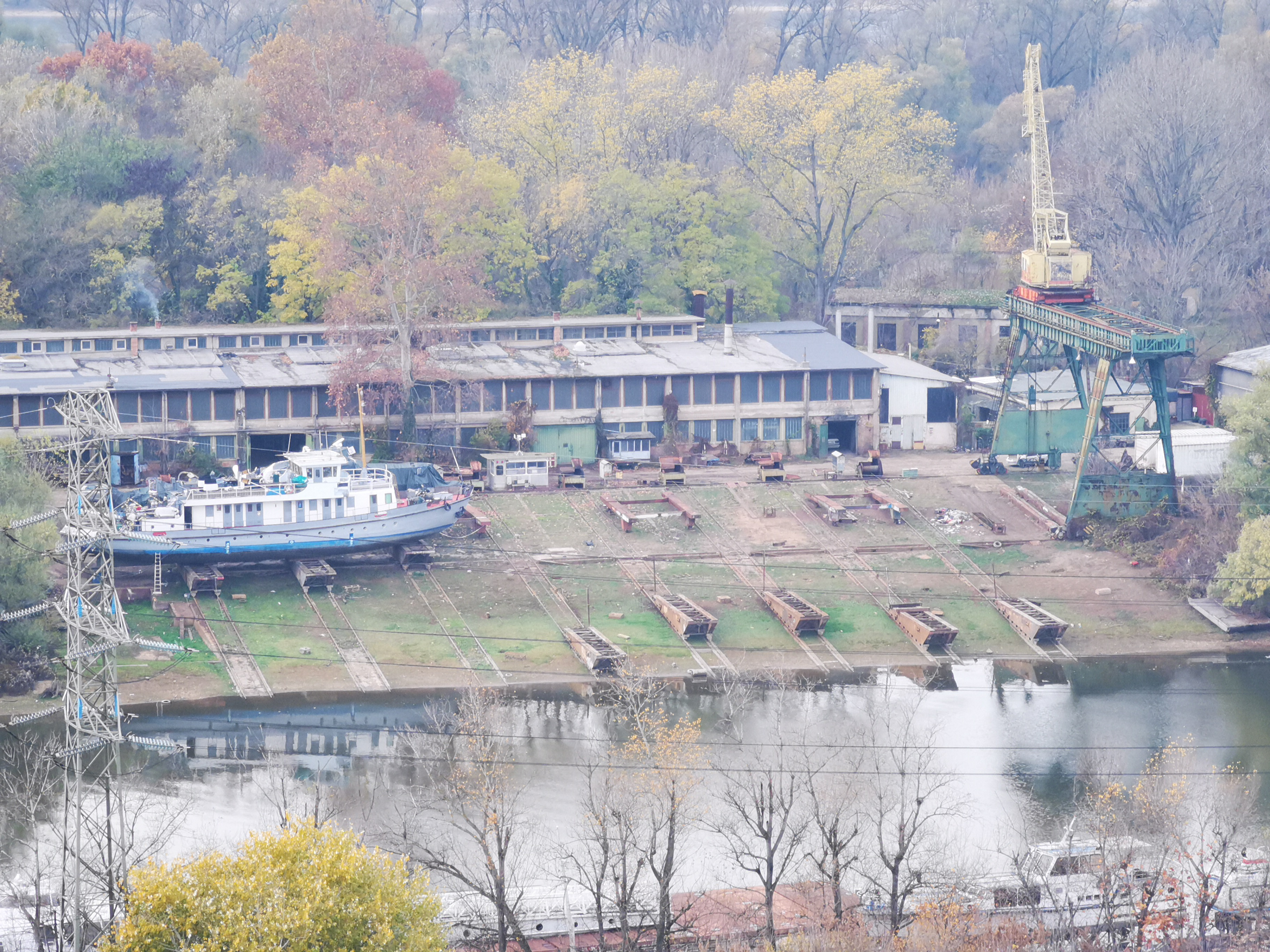
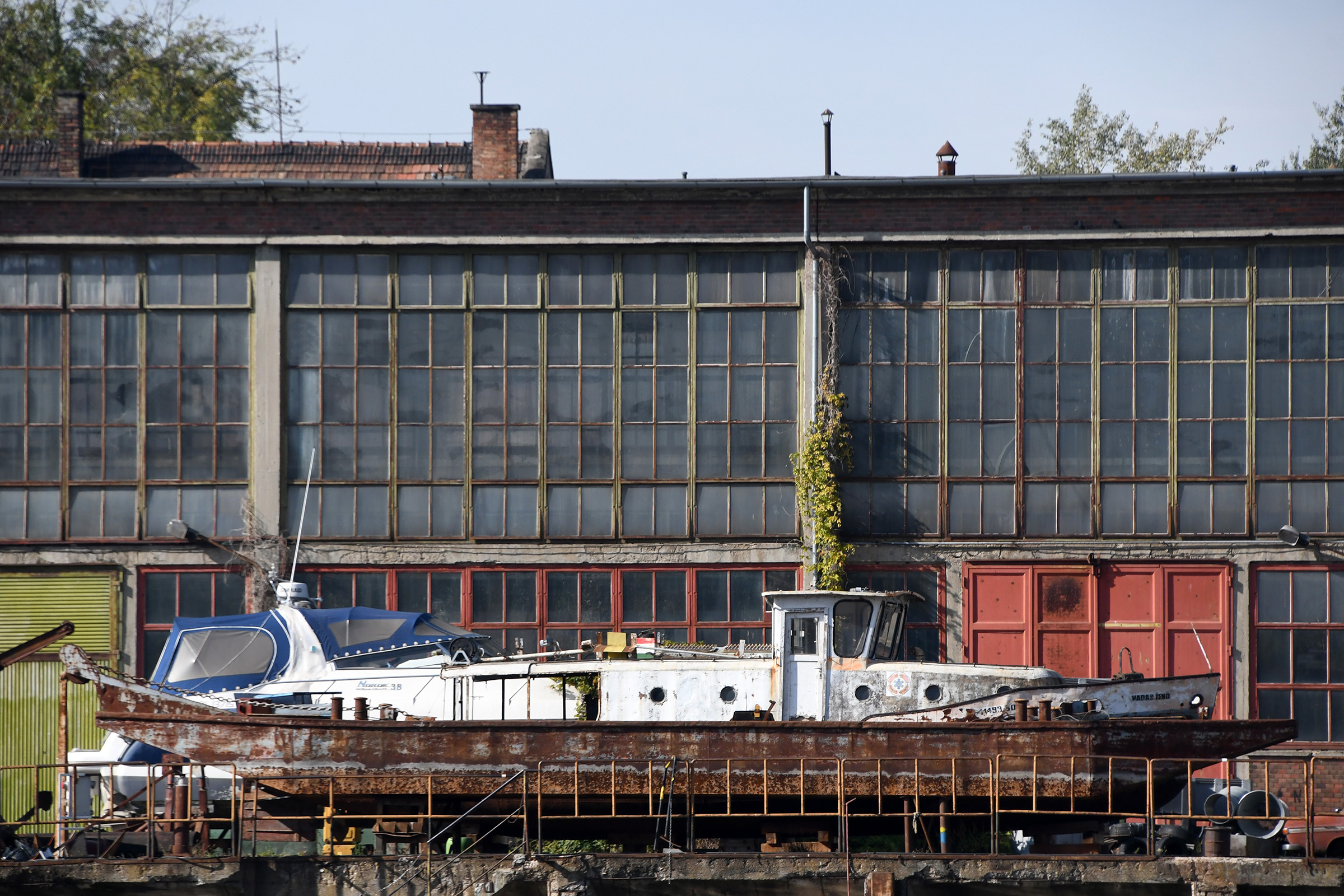
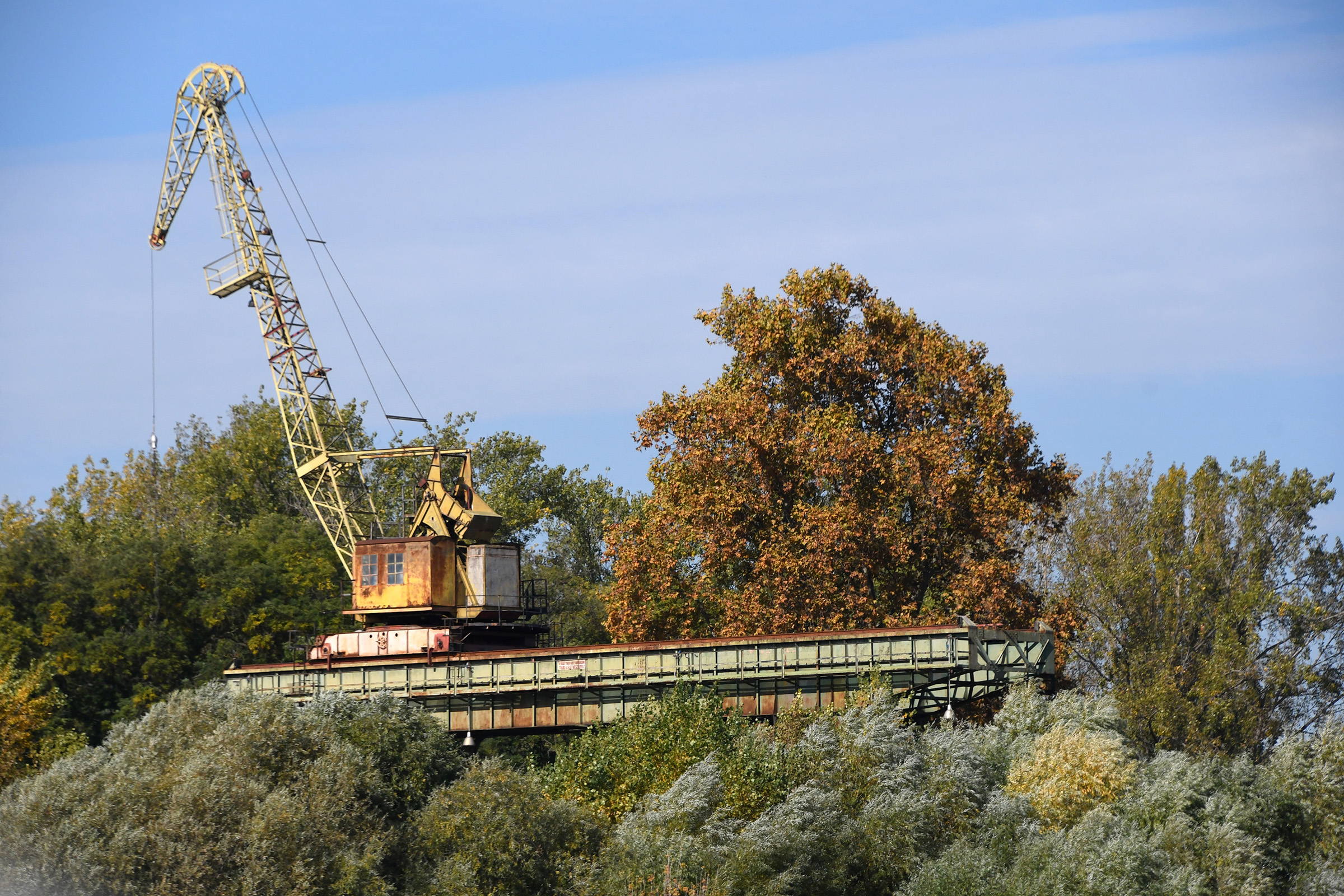
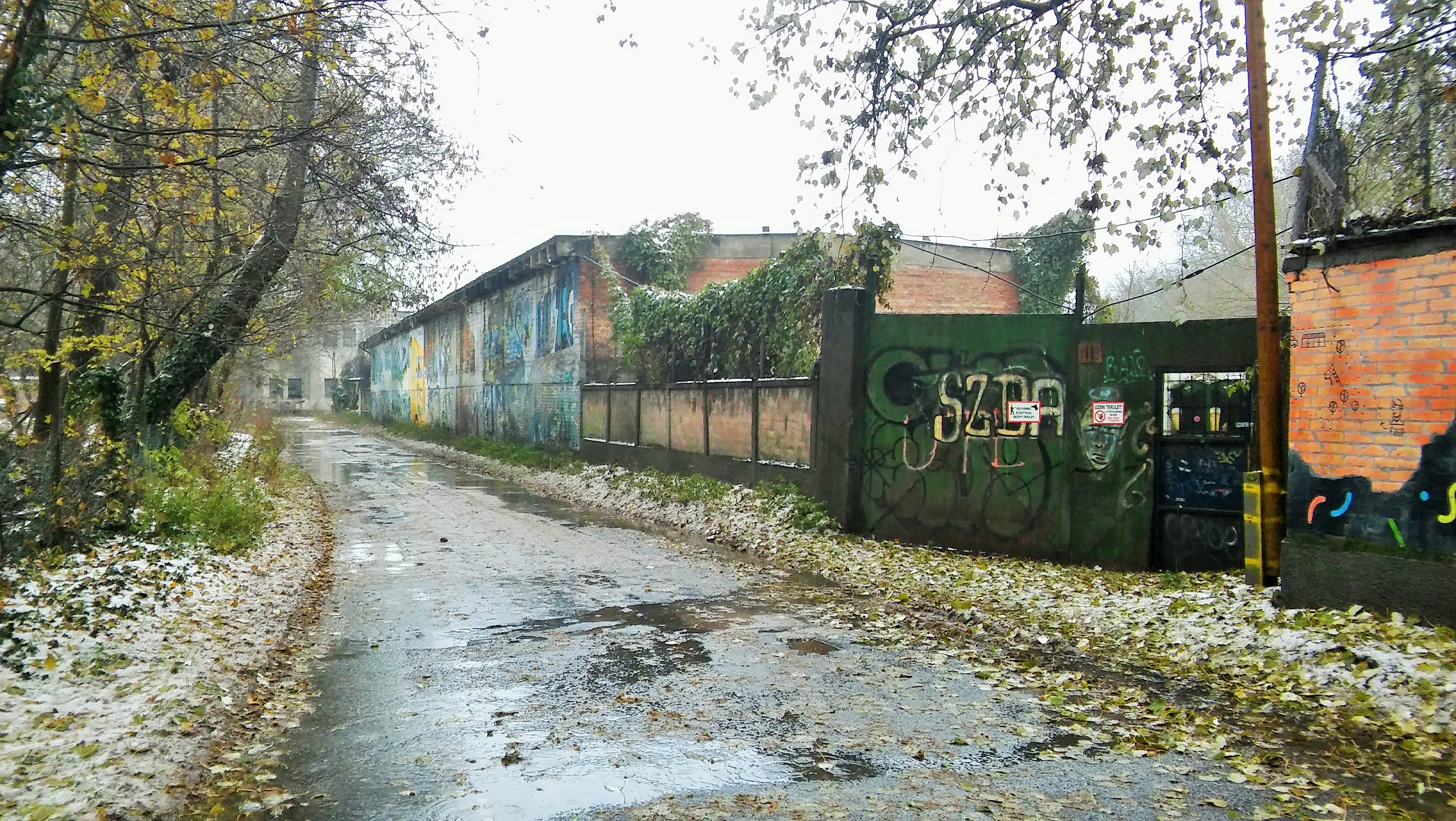
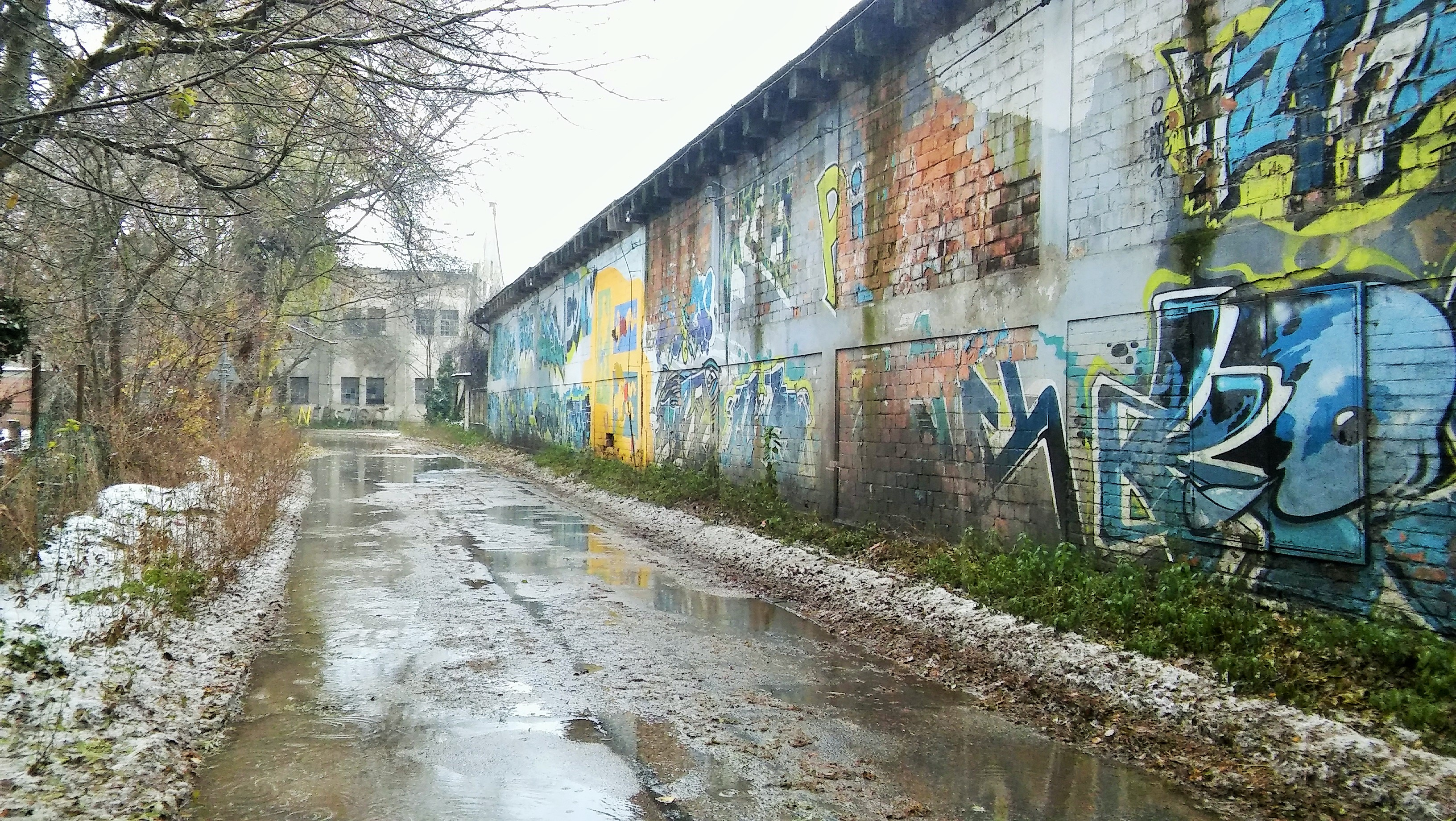
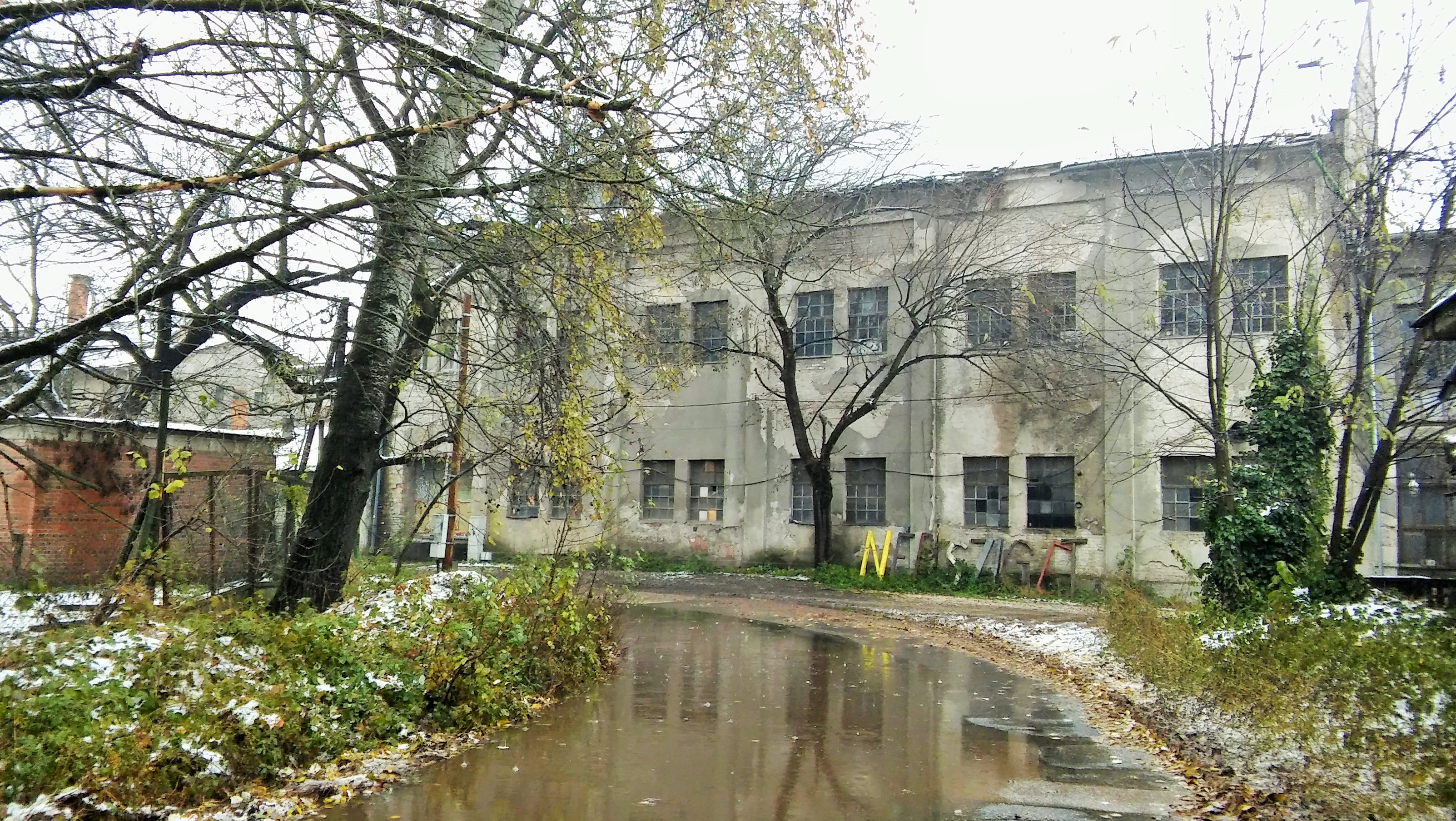
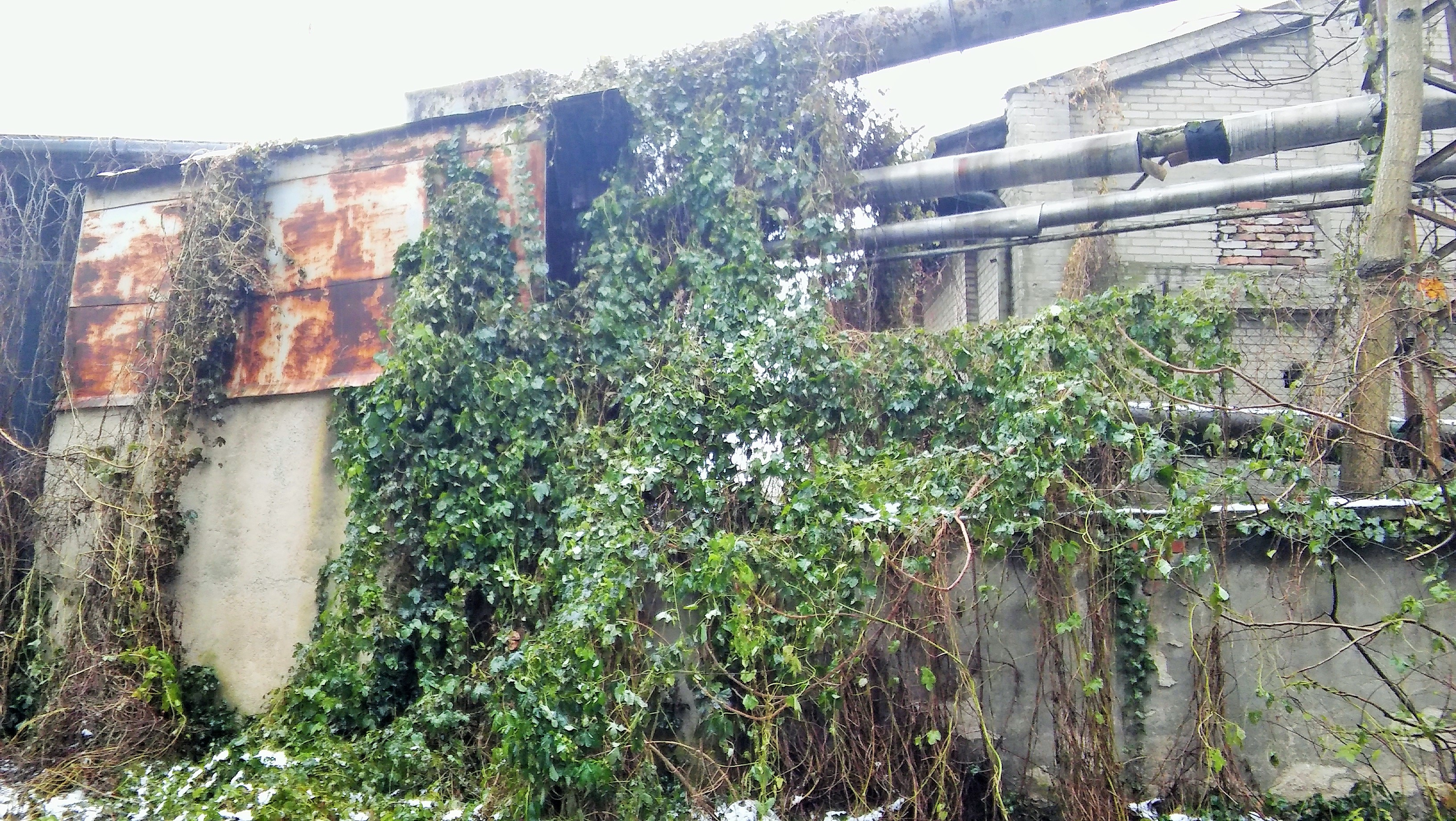